# Šturec (1075 m)
Šturec (1075 m) – szczyt w Wielkiej Fatrze w Centralnych Karpatach Zachodnich na Słowacji. Znajduje się po zachodniej stronie przełęczy Veľký Šturec (1010 m), w grzbiecie wododziałowym, rozdzielającym dorzecze Wagu na północy od dorzecza Hronu na południu. Na północ, do doliny rzeki Revúca opada z niego grzbiet tworzący zachodnie zbocza doliny potoku Šturec. W dolince u północno-zachodnich podnóży Štureca znajduje się vodopad w Zadkach. 
Šturec jest porośnięty lasem. W jego zachodnich stokach, oraz w północnym grzbiecie opadającym do doliny potoku Šturec są skały i urwiska skalne. Przez szczyt prowadzi Cesta hrdinov SNP, najdłuższy szlak turystyczny na Słowacji.

## Szlaki turystyczne
Przez szczyt prowadzi Cesta hrdinov SNP, najdłuższy szlak turystyczny na Słowacji:
  odcinek: Veľký Šturec – Šturec – Východne Prašnické sedlo – Veterný vrch – Prašnické sedlo – Repište – Pod Repištom – Rybovské sedlo – Krížna
  odcinek: Donovaly – Zvolen – sedlo Prípor – Motyčská hoľa – Veľký Šturec. Czas przejścia: 3.05 h, ↓ 3 h